# 石栗龍雄
石栗 龍雄（いしくり たつお、1928年12月15日 - ）は、日本の騎手、調教師。
1951年に国営競馬（のち日本中央競馬会）で騎手デビュー。1959年に引退し、1965年より調教師。主な管理馬には1980年天皇賞（秋）に優勝した牝馬プリテイキャストなどがいる。また横山典弘は門下生である。2000年に定年引退。日本中央競馬会調教師の石栗龍彦は長男。

## 経歴
1928年、北海道札幌市の商家に生まれる。取り立てて競馬に興味をもってはいなかったものの、騎手見習いとなった友人に誘われて競馬場に出入りをはじめ、馬に惹かれていった。太平洋戦争中には援農作業で農耕馬を扱っていた。
1945年に旧制北海中学を卒業し、1947年秋に稗田虎伊のもとへ騎手見習いとして入門。稗田門下の矢倉玉男が事実上の師匠となり、1950年に矢倉が自身の厩舎を開業するとそちらへ移った。翌1951年に騎手デビューしたが騎乗機会は少なく、また当時の厩舎社会では珍しい旧制中学出身という経歴もあり、事務関係の雑事を他厩舎のぶんまで一手に任されていた。こうしたこともあり、本人は「騎手時代にあまり良い思い出はない」と述べている。騎手成績は日本中央競馬会が発足した1954年以降で19戦0勝。1956年発行の『騎手銘鑑』では92戦3勝という成績が残っている。
1959年に矢倉厩舎の調教助手に転身する。1964年に一度調教師試験に合格したが、管理馬房に中山競馬場・白井分場が充てられると知って辞退。翌年再度受験して合格し、希望していた東京競馬場で厩舎を開業した。1971年、リキショウがタマツバキ記念を制し、管理馬の重賞初勝利を挙げた。1974年には管理馬インターグッドを擁して東京優駿（日本ダービー）に臨んだが、同馬はコーネルランサーと激しく競り合った末にハナ差の惜敗を喫している。
1980年、天皇賞（秋）に出走した牝馬プリテイキャストが後続に一時100メートルの差を付けるという大逃げからの勝利を挙げ、石栗も八大競走初制覇を果たした。同馬は当年の最優秀古牝馬に選出された。
1988年末、横山典弘の重賞初勝利となったウインターステークスが石栗にとっては最後の重賞勝利となる。1997年からは中央競馬史上4人目の女性騎手・板倉真由子が門下生となっている。
2000年2月をもって定年により調教師を引退。調教師通算成績は4662戦432勝、うち八大競走1勝を含む重賞11勝。

## 調教師成績
出典：日本中央競馬会ホームページ・引退調教師名鑑「石栗龍雄」
| 開催 | 通算成績 | 1着 | 2着 | 3着 | 出走数 | 勝率 | 連対率 |
| ---- | -------- | --- | --- | --- | ------ | ---- | ------ |
| 中央 | 平地     | 410 | 410 | 391 | 4404   | .093 | .186   |
| 中央 | 障害     | 18  | 31  | 38  | 222    | .081 | .221   |
| 中央 | 計       | 428 | 441 | 429 | 4626   | .093 | .188   |
| 地方 | 平地     | 4   | 5   | 3   | 36     | .111 | .250   |
|      | 総計     | 432 | 446 | 432 | 4662   | .093 | .188   |

### 主な管理馬
※括弧内は石栗管理下における優勝重賞競走。太字は八大競走・GI級レース。
- リキショウ（1971年タマツバキ記念 (春)、1972年アラブ王冠 (春)）
- キョウエイアタック（1973年中日新聞杯）
- トクノハルオー（1975年アラブ大賞典 (秋)・セイユウ記念 、1976年タマツバキ記念 (春)、アラブ王冠春秋）
- プリテイキャスト（1980年ダイヤモンドステークス・天皇賞 (秋)）
- ソダカザン（1988年ウインターステークス）

### 受賞
- 調教技術賞3回（1976年、1977年、1982年）

## 門下生
出典：『日本調教師会50年史』208頁「調教師・騎手系統図」
- 石栗龍彦
- 北村卓士
- 横山典弘
- 板倉真由子